# Přebuz
Přebuz — najmniejsze miasto w Czechach, położone w kraju karlowarskim, w powiecie Sokolov.
Według danych z 1 stycznia 2024, liczba mieszkańców miasta wynosi 76 osób (6040. miejsce w kraju wśród miejscowości; 610. miejsce wśród miast).

## Demografia
| Rok             | 2008 | 2016 | 2024 |
| --------------- | ---- | ---- | ---- |
| Liczba ludności | 81   | 71   | 76   |